# Lorenz Wäger
Lorenz Wäger (Sankt Johann in Tirol, 7 agosto 1991) è un ex biatleta austriaco.

## Biografia
Lorenz Wäger, originario di Schwendt e attivo dal 2009, in Coppa del Mondo ha esordito il 4 febbraio 2016 a Canmore in sprint (38º), ha ottenuto l'unico podio il 5 marzo 2017 ad Alpensia in staffetta (2º) e ha preso per l'ultima volta il via l'8 dicembre dello stesso anno a Hochfilzen in sprint (85º). Si è ritirato al termine della stagione 2018-2019; non ha preso parte a rassegne olimpiche o iridate.

## Palmarès

### Coppa del Mondo
- Miglior piazzamento in classifica generale: 54º nel 2017
- 1 podio (a squadre):
  - 1 secondo posto

### Campionati austriaci
- 5 medaglie[1]:
  - 2 ori (12,5 km inseguimento nel 2011; staffetta nel 2017)
  - 2 argenti (12,5 km partenza in linea nel 2012; staffetta nel 2016)
  - 1 bronzo (staffetta nel 2015)